# Pseudamia zonata
Pseudamia zonata és una espècie de peix pertanyent a la família dels apogònids.

## Descripció
- Pot arribar a fer 21 cm de llargària màxima.
- 7 espines i 9-10 radis tous a l'aleta dorsal i 2 espines i 9 radis tous a l'anal.
- Nombre de vèrtebres: 24.
- L'aleta caudal té forma romboïdal.[6][7]

## Hàbitat
És un peix marí, associat als esculls i de clima tropical (30°N-21°S) que viu entre 10 i 31 m de fondària en coves profundes i a on, generalment, arriba poca llum.

## Distribució geogràfica
Es troba al Pacífic occidental: Fiji, Indonèsia, el Japó (incloent-hi les illes Ryukyu), Palau, Papua Nova Guinea, les illes Filipines, Salomó i Vanuatu.

## Observacions
És inofensiu per als humans.